# 高新区浒墅关开发分区
高新区浒墅关开发分区是中华人民共和国江苏省苏州市虎丘区下辖的一个类似乡级单位，与浒墅关镇合署办公。

## 行政区划
下辖以下地区：
阳山花苑第一社区、阳山花苑第二社区、阳山花苑第三社区、阳山花苑第四社区、阳山新鹿社区、阳山理想城社区、长江花园社区、北津社区、南津社区、南庄社区、阳西社区、文昌社区、新民村和阳山村。